# Sharon Springs (Kansas)
Sharon Springs település az Amerikai Egyesült Államok Kansas államában, Wallace megyében, melynek megyeszékhelye is. Lakosainak száma 751 fő (2020. április 1.).

## Népesség
A település népességének változása:

| 2010 | 748 |
| 2020 | 751 |